# Spintharus flavidus
Spintharus flavidus är en spindelart som beskrevs av Nicholas Marcellus Hentz 1850. Spintharus flavidus ingår i släktet Spintharus och familjen klotspindlar. Inga underarter finns listade i Catalogue of Life.